# Cordillera de Santa Rosa
La cordillera de Santa Rosa es una pequeña cordillera del Oeste de Estados Unidos, localizada en el norte del estado de Nevada. La cadena  se extiende unos 120 km al norte del río Humboldt, al oeste de Winnemucca, por el este del condado de Humboldt hasta la frontera con el estado de Oregón.  Sus picos más altosson el pico Granite (2966 m) y el pico Santa Rosa (2957 m).  Las máximas elevaciones de la sección sur de la sierra están protegidas por el área de vida silvestre de pico Santa Rosa y Paraíso.
El lado este de la sierra es un distrito ranchero cerca de Paradise Valley, que pertenece al río del Pequeño Humboldt un tributario del Humboldt